# Tsaile (Arizona)
Tsaile es un lugar designado por el censo ubicado en el condado de Apache en el estado estadounidense de Arizona. En el Censo de 2010 tenía una población de 1205 habitantes y una densidad poblacional de 124,79 personas por km².

## Geografía
Tsaile se encuentra ubicado en las coordenadas 36°18′12″N 109°12′56″O / 36.30333, -109.21556. Según la Oficina del Censo de los Estados Unidos, Tsaile tiene una superficie total de 15.54 km², de la cual 15.54 km² corresponden a tierra firme y (0%) 0 km² es agua.

## Demografía
Según el censo de 2010, había 1205 personas residiendo en Tsaile. La densidad de población era de 124,79 hab./km². De los 1205 habitantes, Tsaile estaba compuesto por el 3.49% blancos, el 0.25% eran afroamericanos, el 93.69% eran amerindios, el 0% eran asiáticos, el 0% eran isleños del Pacífico, el 0% eran de otras razas y el 2.57% pertenecían a dos o más razas. Del total de la población el 1.49% eran hispanos o latinos de cualquier raza.